# 3-D Secure

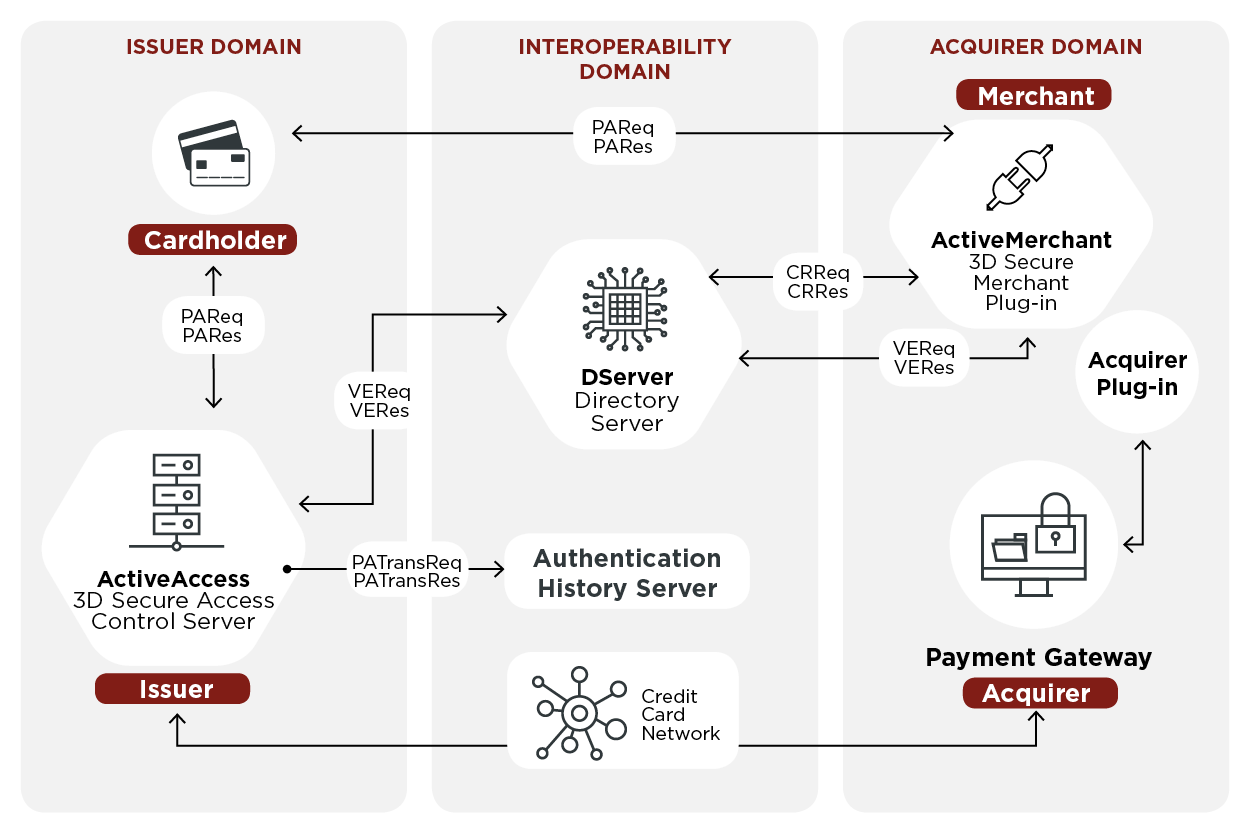
Schemat przedstawiający działanie systemu 3-D Secure

3-D Secure – metoda autoryzacji transakcji dokonywanych bez fizycznego użycia karty stosowana przez organizacje płatnicze. Obecnie udostępniają ją Visa, MasterCard, American Express oraz JCB, mająca na celu zwiększenie bezpieczeństwa oraz zaufania do płatności kartami w internecie.
3-D Secure jest standardem zabezpieczenia transakcji poprzez identyfikację właściciela karty przy użyciu dodatkowego, najczęściej jednorazowego hasła wygenerowanego przez token lub otrzymanego SMS-em. Aby uniemożliwić podejrzenie, hasła tego nie używa się przy transakcjach wymagających fizycznej obecności karty, stąd nigdy nie jest ono identyczne z PIN-em.

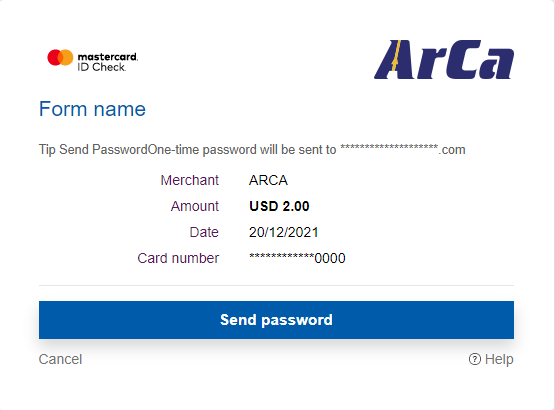
Ekran uwierzytelniania transakcji 3-D Secure (2021)

Wstępna autoryzacja transakcji jest dokonywana bezpośrednio poprzez bank – wystawcę karty, np. poprzez dodatkowe hasło. Bank po potwierdzeniu, że osoba dokonująca zakupu jest rzeczywistym posiadaczem karty, kieruje transakcję do normalnej autoryzacji.
Całkowitą odpowiedzialność za transakcję dokonaną przy użyciu 3-D Secure ponosi właściciel karty.
3-D Secure bywa nazywane niewystarczającym zabezpieczeniem, ponieważ nie zawsze działa. Nawet posiadając kartę z 3-D Secure, w niektórych sklepach wciąż można zapłacić bez jego użycia. Ponadto nie da się zadecydować, aby bank akceptował transkacje przez internet wyłącznie z użyciem 3-D Secure.